# 三好市立三野中学校
三好市立三野中学校（みよししりつ みのちゅうがっこう）は、徳島県三好市三野町芝生にある公立中学校。

## 基礎データ
最寄駅
- JR徳島線江口駅

## 沿革
- 2006年 - 市町村合併により、三好市立三野中学校となる。

## 部活動
- 野球
- サッカー
- バレーボール
- 卓球
- 吹奏楽

## 出身者
- 高井美穂（三好市長、元衆議院議員）

## 通学区域が隣接している学校
- 東みよし町立三好中学校
- 東みよし町立三加茂中学校
- 美馬市立美馬中学校
- 香川県まんのう町立満濃中学校